# 常盤堂雷おこし本舗
株式会社常盤堂雷おこし本舗（ときわどうかみなりおこしほんぽ、英: Tokiwado Kaminariokoshi Honpo co.,ltd.）は、東京都台東区浅草に本社を置く製菓業者である。雷おこしの製造・販売を主軸とする。

## 概要

穂刈恒一の胸像（群馬県渋川市小野上支所）

雷おこしは1795年（寛政7年）、焼失した雷門の再建をきっかけに露天商が売り始めたのが発祥とされており、その系譜を受け継いだのが同社であると報じられている。同時期に歌川広重が描いた錦絵には「常盤堂」の名が登場しているとも報じられている。第二次世界大戦によって店と資料が焼失したため詳しい歴史は分からないとしているが、2009年（平成21年）における報道では「創業250年」、2012年（平成24年）における報道では「創業は200年以上前」との紹介がなされているほか、1924年（大正13年）創業であるとの報道もある。初代社長の穂刈恒一は元々雷おこしの原料となる「おこし種」を取り扱う下請け業者であったが、戦後に穂刈家として経営に参画するようになった。現本店の位置に店を構えたのは1892年（明治25年）のことで、現在の株式会社に組織を変更したのは1950年（昭和25年）である。1967年（昭和42年）から東京都内の百貨店に販売網を広げ、1972年（昭和47年）には埼玉県大宮市（現さいたま市西区三橋）に工場を建設した。かつては群馬県安中市や埼玉県桶川市にも工場があったほか、初代穂刈恒一が社長であった頃に「雷おこし」を同社の登録商標としていた時期がある。
昭和40年から50年代にかけて事業の多角化を開始。海外進出としてマレーシア、タイ王国に華僑資本の合弁法人設立、シンガポールに全額出資子会社設立、大韓民国の製菓業者に雷おこしの製造技術を供与するなどしたほか、外食産業として八重洲にうどん店を出店、雷おこしの焙煎技術を利用してハト麦茶の製造販売に参入、観光事業として大道芸や水芸など浅草ゆかりの芸を披露するホール「雷5656（ゴロゴロ）会館」を開設するなどした。
3代目穂刈久米一が社長に就任した1996年（平成8年）には経営が悪化していたことから体制の立て直しを実施。安中市と桶川市の工場を閉鎖し大宮工場に一本化したほか、硬い雷おこしが敬遠されるようになったことから時代に合わせて雷おこしを柔らかくする商品開発を行う。従来の雷おこしは米粉100%で製造されていたが、米粉を50%に抑え、残り50%を小麦粉とデンプンにしたことで雷おこしに「フワッとした」感じを出すこと、また水飴の量を減らして硬さと甘さを抑え上品な味付けにすることに成功した。これにより同社の雷おこしは「他社と比較して柔らかく、年配客に人気」であるとの評価がある。また、この商品開発に対しては先代の職人と激しく対立したとも報じられている。
2000年代後期に入り、もんじゃ焼き、ピーナッツ、抹茶、チョコレート、和三盆などを利用・モチーフとした雷おこしを開発している。工場がさいたま市にあることから、さいたま市誕生10周年記念イベントの際にはマスコットキャラクター「つなが竜ヌゥ」をかたどった人形焼を製造したことがある。2003年（平成15年）時点で約100種の雷おこしを販売していると報じられている。

## 沿革

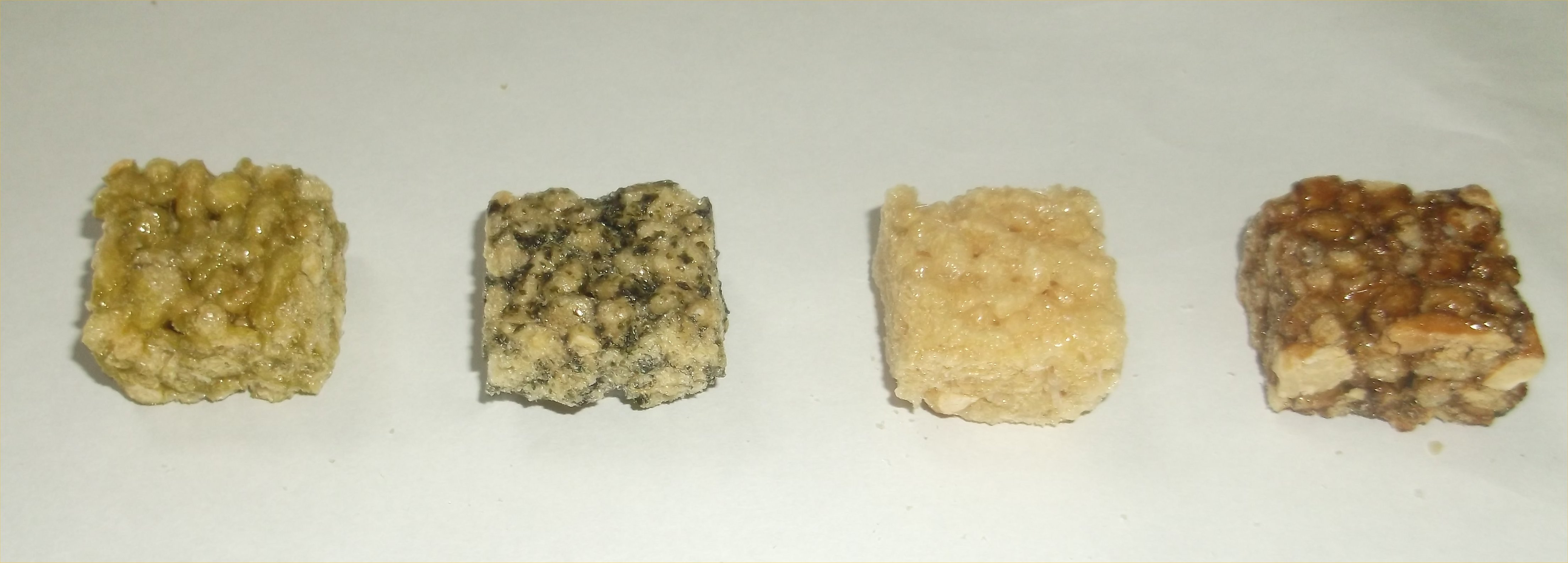
常盤堂の雷おこし。右から黒砂糖、白砂糖、海苔、抹茶味。

- 江戸時代末期 - 雷門前で雷おこしを売り始める。同社のルーツとされる[3][4][8][9]。
- 1892年（明治25年） - 現本店の位置に店舗を構える[3][8][10]。
- 1950年（昭和25年） - 株式会社常盤堂雷おこし本舗を設立[5]。
- 1954年（昭和29年） - 本店を再建。
- 1959年（昭和34年） - 埼玉県戸田市に戸田工場を開設[5]。千住工場を移設。
- 1961年（昭和36年） - 本社ビルを建設。
- 1972年（昭和47年） - 埼玉県大宮市（現さいたま市西区三橋）に大宮工場を開設[5]。戸田工場から移設。
- 1974年（昭和49年） - 「奥山茶屋」を開設。観光事業に進出。
- 1986年（昭和61年） - 「雷5656会館」を開設[11]。
- 1988年（昭和63年） - 「浅草奥山苑」（後の「雷5656茶屋」）を開設[15]。
- 1996年（平成8年） - 3代目穂刈久米一が代表取締役社長に就任[3]。
- 1999年（平成11年） - 大宮工場に生産を集約する。
- 2014年（平成26年） - 東京ソラマチ（東武百貨店内）に直営店を出店[16]。

## 雷5656会館
雷5656会館（かみなりごろごろかいかん）は、浅草3丁目にある常盤堂雷おこし本舗の自社ビル。1986年5月に同社の直営店舗として開館し、現在に至る。建物の外観は三社祭の本社神輿をイメージしてデザインされた。
1階は観光バスが最大6台駐車できる駐車場、2階は売店フロアとなっている。3階、4階にはかつて団体旅行客向けのレストランがあったが、新型コロナの世界的流行により観光客が激減したことをきっかけに閉鎖され、2022年に雷おこしの製造工程の見学、及びオリジナルの雷おこしの製造体験ができる施設「浅草工房」が開設された。
5階と6階に配置されたときわホールは325座席（5階286席・6階39席）を備える貸しホールであり、M-1グランプリ東京予選2回戦の会場にもなっている。2006年から2015年まではよしもと浅草花月の会場としても利用されていた。

## ギャラリー

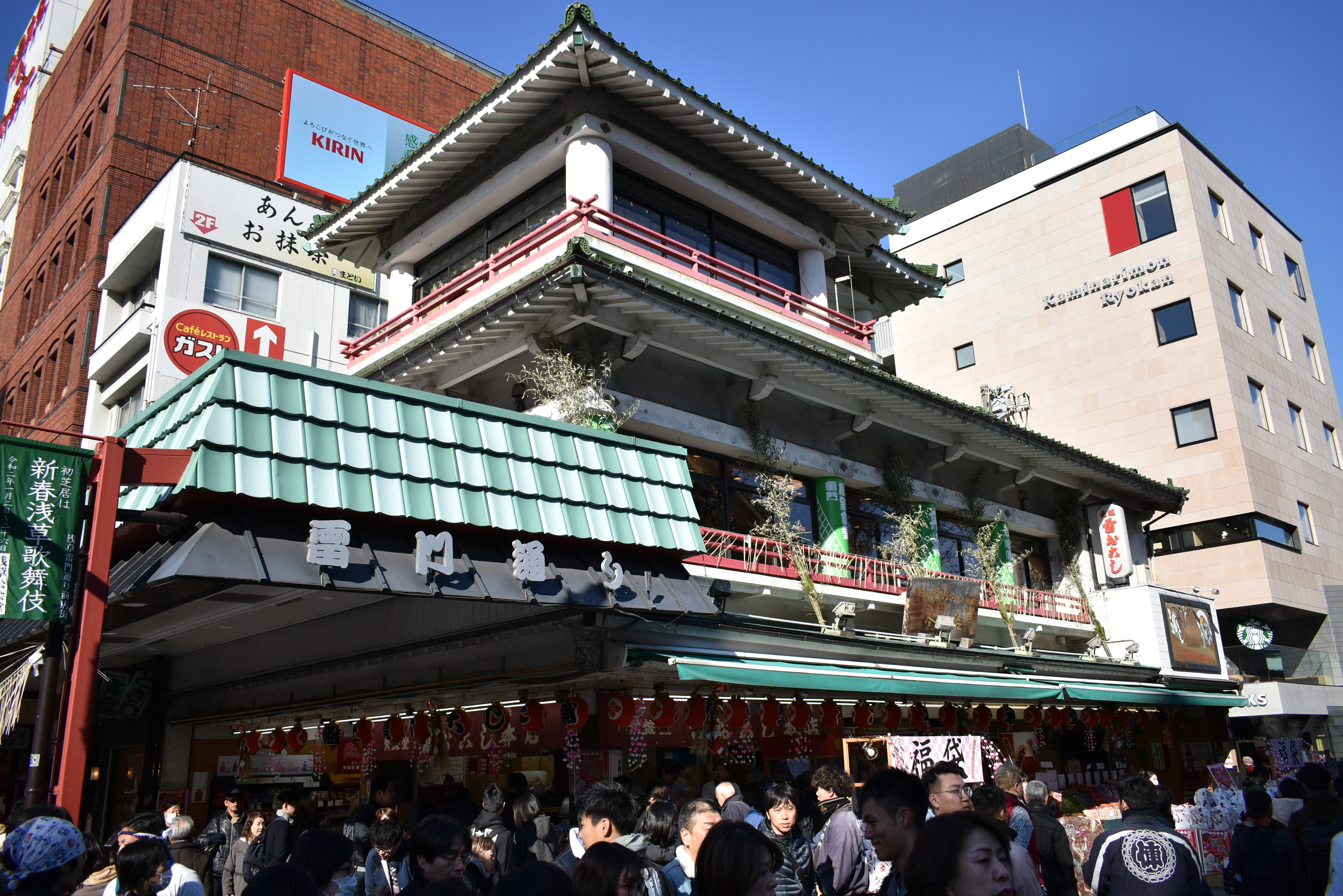
南東側外観（2020年1月3日撮影）
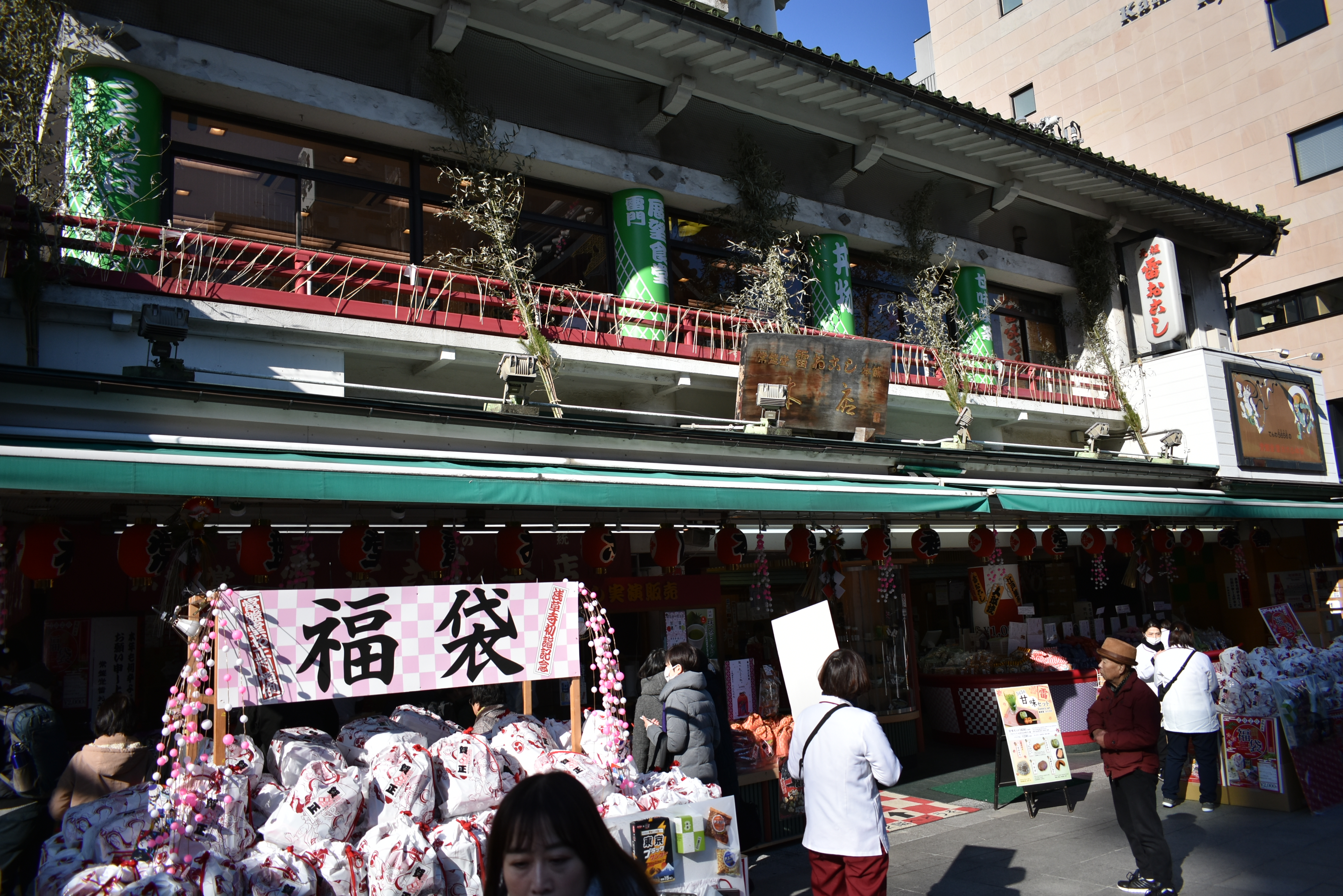
東側外観（2010年1月3日撮影）
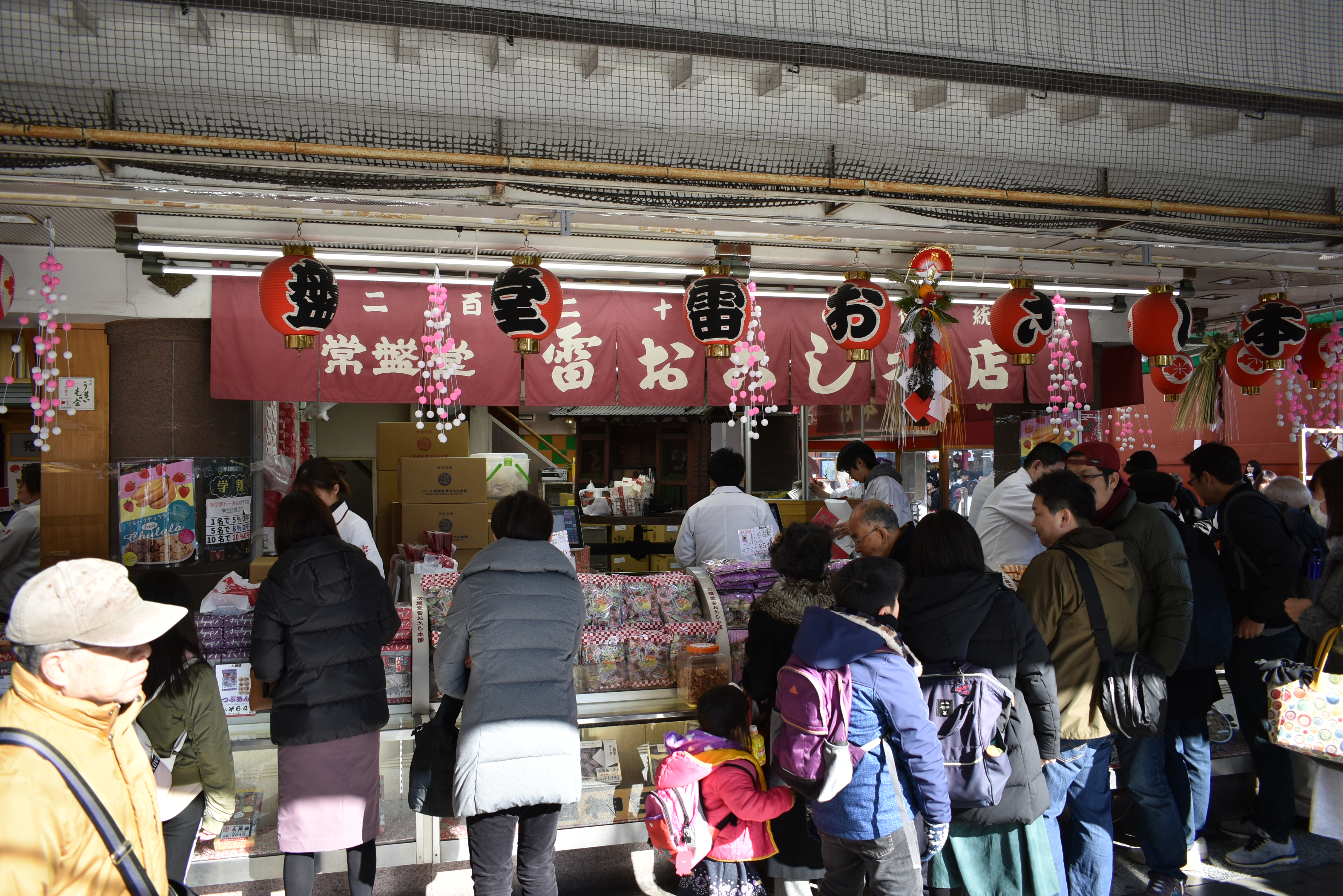
売場（2020年1月3日撮影）
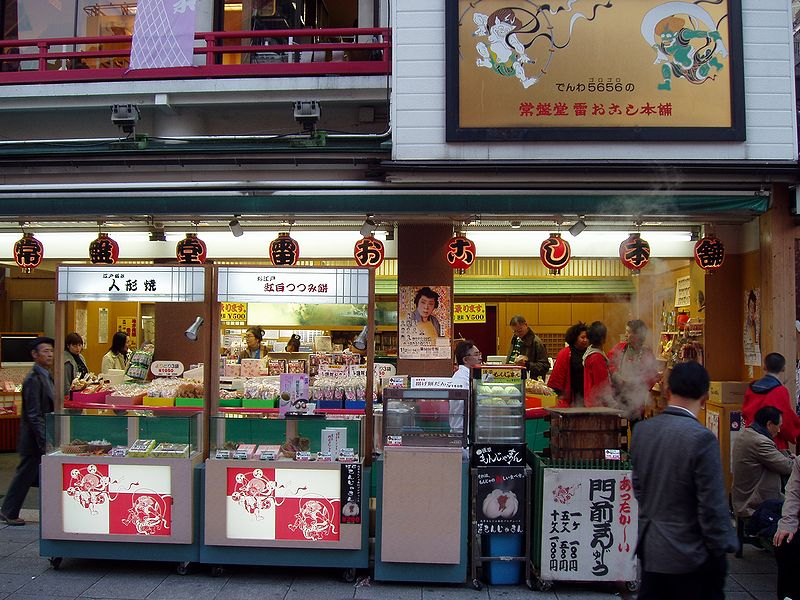
店舗外観（2007年12月18日撮影）
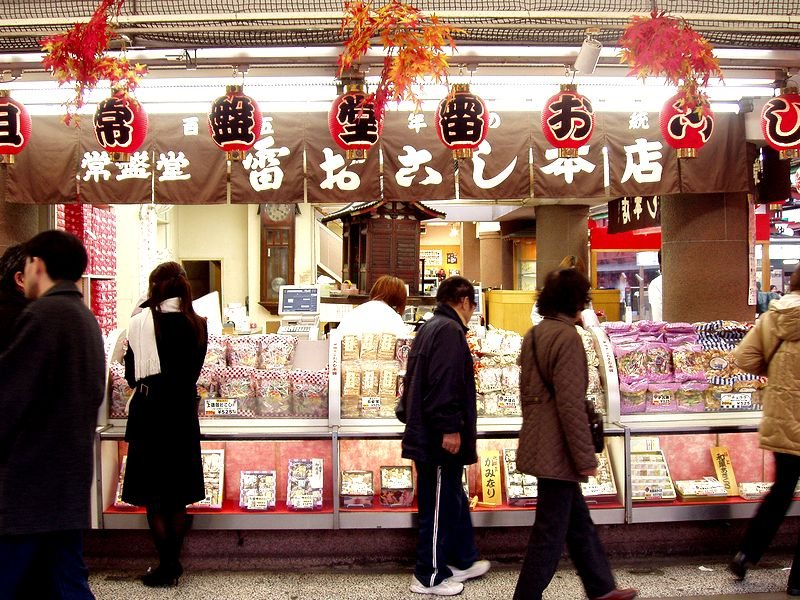
店舗外観（同）
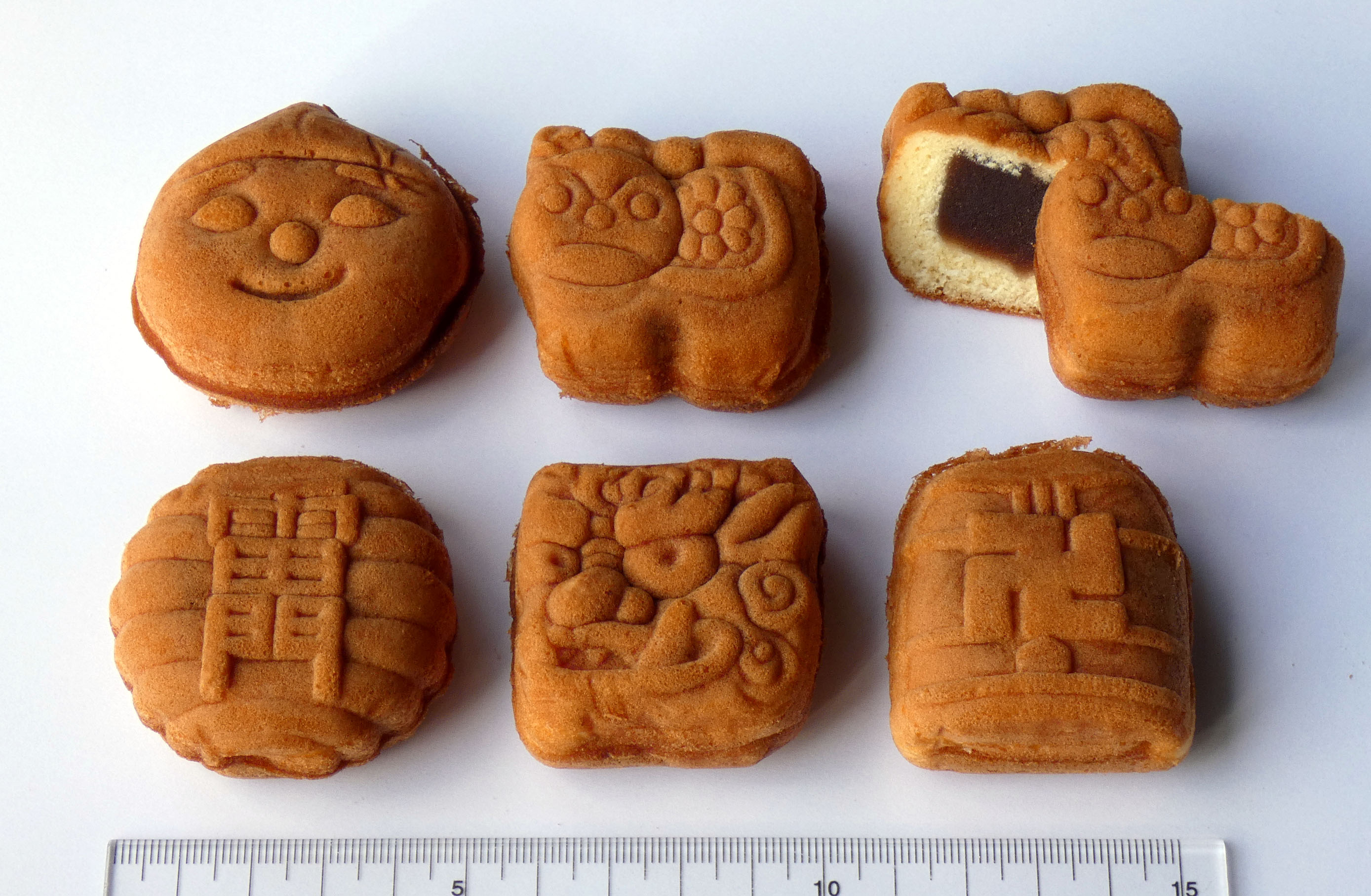
人形焼